# مشرنیش
شهر مشرنیش (به آلمانی: Mechernich) در ایالت نوردراین-وستفالن در کشور آلمان واقع شده‌است.